# Cocamilla
Cocamilla o kokamilla es un pueblo indígena emparentado con el pueblo cocama o kokama, los cuales según el registro arqueológico realizado por Donald Ward Lathrap, se escindieron de los omaguas hacia el siglo XIV. A partir de entonces entraron por el río Ucayali estableciéndose a lo largo de sus riberas.
En 1557 establecieron contacto por primera vez con los Europeos gracias a la expedición de Juan Salinas de Loyola. Hacia 1619, los cocamas -ya escindidos de los omaguas- se dividieron en dos grupos: los cocamas propiamente dichos y los cocamillas.
Su lengua, dentro de los dialectos de la familia Tupí fue profusamente estudiada por el filólogo Lucas Espinosa.